# 辽宁广播电视台经济频道
辽宁广播电视台经济频道开播于1987年6月13日，为名义上挂靠于辽宁广播电视台、实际由沈阳广播电视台制作运营的一个电视频道，也是沈阳广播电视台第二套节目。目前该频道有线电视信号已经覆盖到辽宁省的沈阳、鞍山、抚顺、本溪、丹东、营口、阜新、朝阳等地区。
值得一提的是，与该频道在当地存在一定竞争关系的辽宁都市频道也曾经使用过“经济频道”的呼号，但二者并无关联，并且该频道虽然属于沈阳广播电视台的编制，但实际上采用辽宁台的台标。
2020年11月21日，辽宁经济频道实现高、标清同步播出。

## 主要栏目
- 《直播生活》
- 《直播生活·早高峰》
- 《直播生活·晚高峰》
- 《沈视财经》
- 《沈视晚报之经济观察》
- 《民生微经济》
- 《天生吃货》
- 《关键揭秘》
- 《庄稼院》
- 《不试不知道》